# Nioghalvfjerdsfjordsgletsjeren
Nioghalvfjerdsfjordsgletsjeren, Nioghalvfjerdsbræen eller 79 N Gletsjeren er sammen med Zachariae Isstrømmen (Zachariaegletsjeren) de største gletsjere i Nordøstgrønland. I september 2020 brød et stort isstykke på 113 kvadratkilometer løs fra Nioghalvfjerdsfjordsgletsjeren.

## Fodnoter
1. ↑  "Glacier disintegration at the Arctic's largest remaining ice shelf. GEUS 2020". Arkiveret fra originalen 15. september 2020. Hentet 15. september 2020.
2. ↑  Massive Chunk of Greenland's Largest Glacier Just Crashed Into The Sea. ScienceAlert 2020

79°N 25°V / 79°N 25°V